# 翔くん 豪ちゃん 翔和へGO!
『翔くん 豪ちゃん 翔和へGO!』（しょうくんごうちゃん しょうわへゴー）は、2022年7月6日（5日深夜）から12月28日（27日深夜）までテレビ神奈川で放送されていたテレビ番組。毎週水曜（火曜深夜）0：00～0：15放送。

## 概要
T.C.R.横浜銀蝿 R.S.の翔とプロインタビューアー・吉田豪がMCを務める音楽トーク番組。テレビ神奈川での分類はバラエティ番組。
2022年3月に吉田豪が翔を単独取材した際に、翔のバラエティ能力（音楽を含むバラエティ知識と話術のスキル）を絶賛。翔は客観的に言われたことがなかったことから横浜銀蝿メンバーであり、キングレコード役員でもあるJohnnyに話を飛ばしたところ、テレビ神奈川に話を取り付け、番組化を果たした。翔はサングラスの先輩であるタモリを目指したいと言ったことから（タモリ倶楽部におけるタモリがMCでありながら司会進行は他者が行っていることもあり）、吉田豪を進行役に指名した。毎週昭和に生きたミュージシャンや昭和を愛するゲストを招き、トークを行う。収録は渋谷「道玄坂ロック」で行い、放送後にはYouTubeチャンネル「T.C.R.横浜銀蝿R.S. Information Channel」で配信されている。
2022年10月18日放送回ではtvk『関内デビル』とのコラボとして大場英治が出演。翔と吉田が10月17日 - 21日分の関内デビルに出演した。
最終回となる2022年12月28日の放送では「昭和といえばボーリング」ということで、MC陣vs番組スタッフとの対決が行われている。

## 出演

### MC
- 翔（T.C.R.横浜銀蝿 R.S.）
- 吉田豪

## 音楽

### エンディングテーマ
- 横浜銀蝿40th『昭和火の玉ボーイ』

## スタッフ
- 撮影・編集：野川浩一郎
- AP：中村文彦
- 演出・プロデューサー：Johnny
- 制作協力：ZINC.inc.
- 制作著作：Bellwood Records